# Judengasse (Weißenburg in Bayern)
Die Judengasse ist eine Innerortsstraße in Weißenburg in Bayern, einer Großen Kreisstadt im mittelfränkischen Landkreis Weißenburg-Gunzenhausen. Sie bildet eine ost-west-gerichtete Gasse in der unter Ensembleschutz stehenden Altstadt Weißenburgs.

## Geschichte und Lage
Die ersten Juden in Weißenburg siedelten sich vermutlich am Platz Auf der Kapelle in der nördlichen Altstadt sowie in der anliegenden Paradeisgasse an. Nach dem Rintfleisch-Pogrom am 26. Juli 1298 zogen die Überlebenden in die heutige Judengasse. Die Straße wurde erstmals 1514 erwähnt. In der Gasse befanden sich neun Bürgerhäuser. Im Haus Nummer 3 befand sich bis 1836 das Judenbad. Am 5. Juni 1520 wurde der Großteil der hier ansässigen Juden durch ein Pogrom vertrieben, wobei es zu Plünderungen von Wohnhäusern und der Synagoge kam.
In der Zeit des Nationalsozialismus wurde 1938 eine Anfrage gestellt, die Judengasse umzubenennen, was jedoch abgelehnt wurde.
An der Schneidung von Judengasse und Bachgasse befindet sich seit 1989 ein Brunnen. Zuvor befand sich dort eine Steintafel mit der Aufschrift „1637“. In diesem Jahr wurde das dort stehende Haus Judengasse 32 während des Dreißigjährigen Krieges zerstört.

## Bauwerke

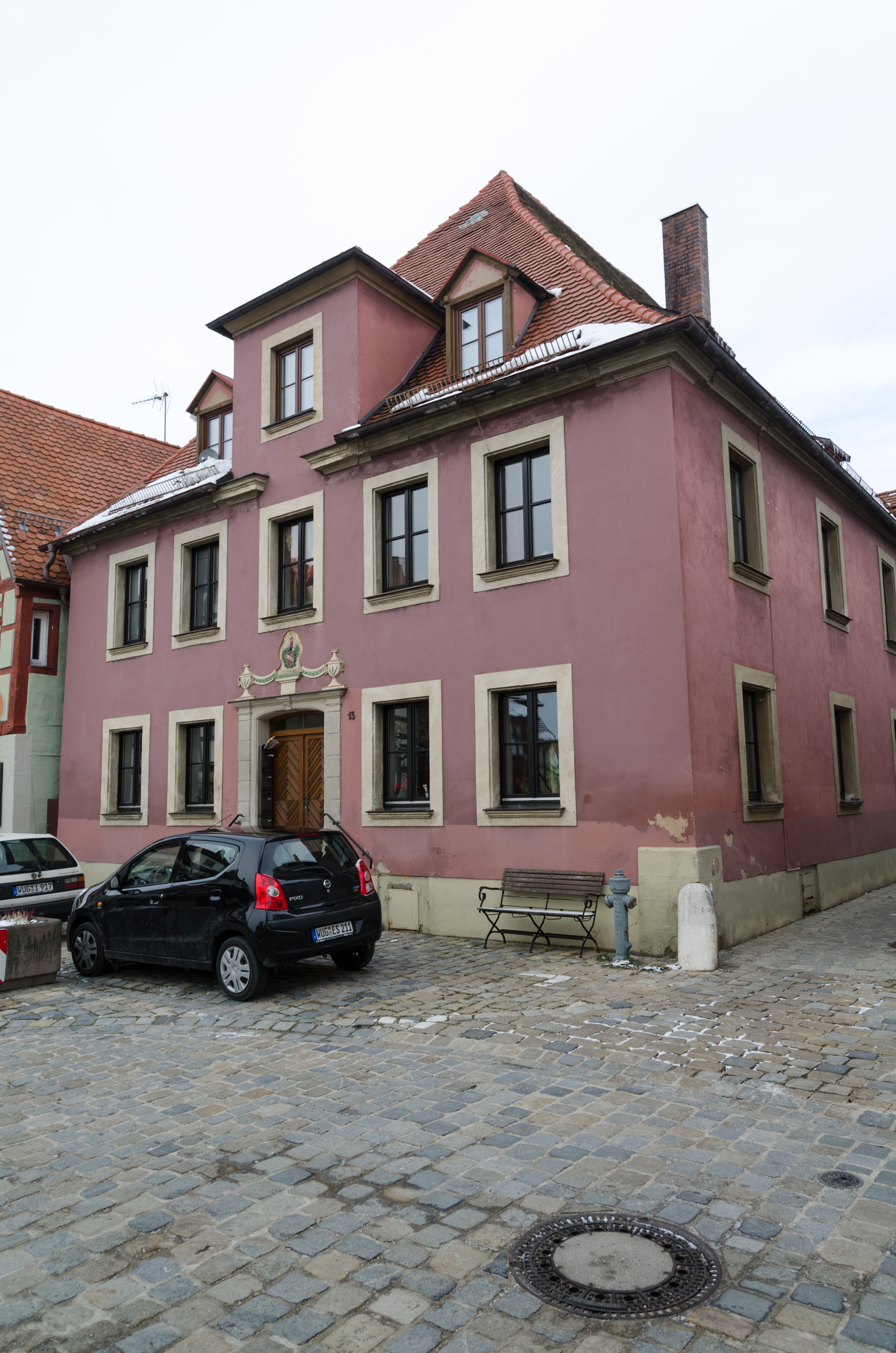
Judengasse 13

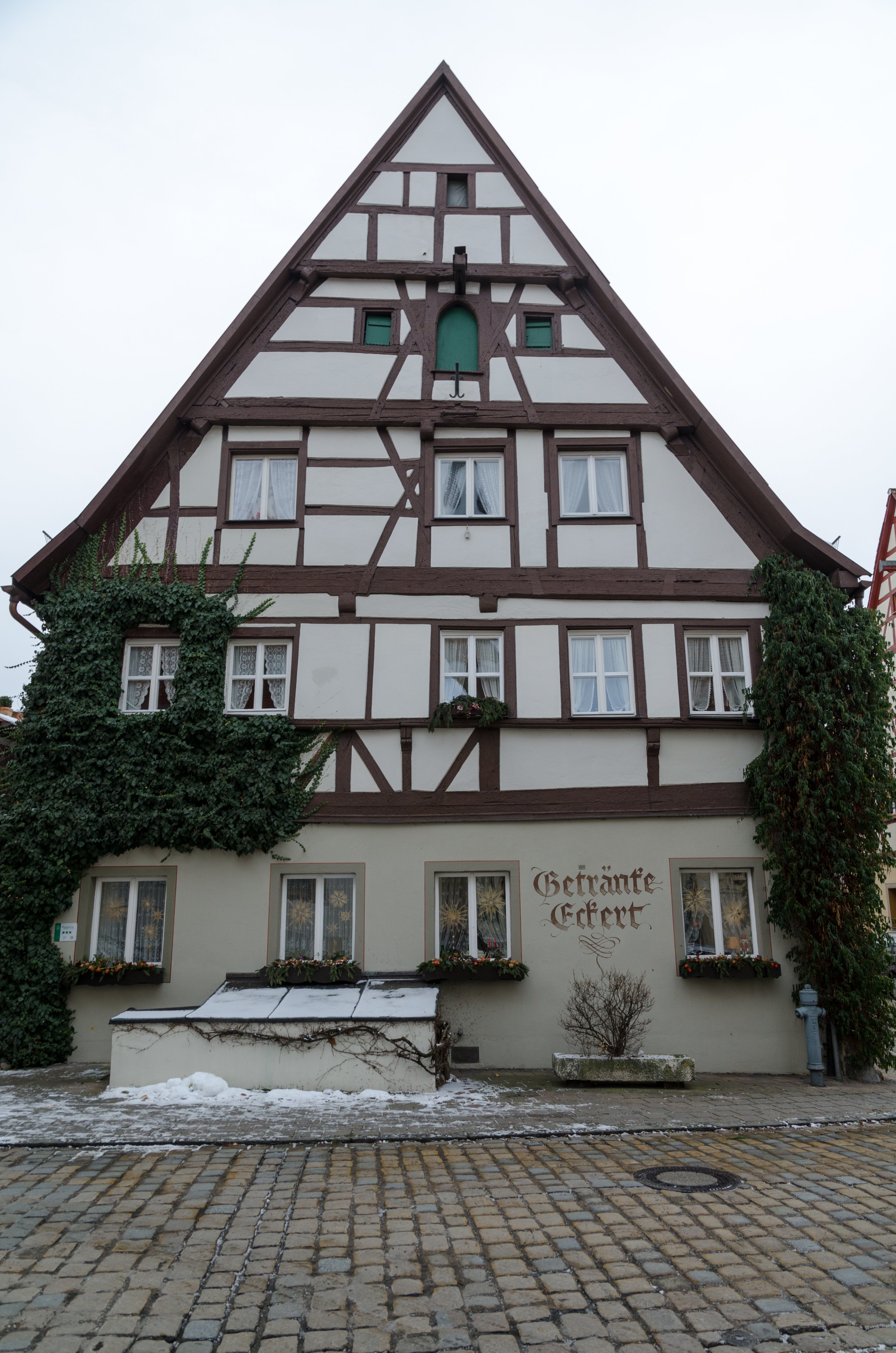
Judengasse 26

Bürger- und Fachwerkhäuser säumen die Straße. Zu den denkmalgeschützten Bauwerken an der Straße gehören:
- Judengasse 2, Bürgerhaus, im Kern 15. Jahrhundert
- Judengasse 3, ehemaliges Judenbad, Mitte 16. Jahrhundert
- Judengasse 4, Bürgerhaus, 18. Jahrhundert
- Judengasse 6, Bürgerhaus, 18. Jahrhundert
- Judengasse 8, Bürgerhaus, im Kern 15. Jahrhundert
- Judengasse 9, Bürgerhaus, 18. Jahrhundert
- Judengasse 10, Bürgerhaus, 17./18. Jahrhundert
- Judengasse 11, Bürgerhaus, 18. Jahrhundert
- Judengasse 12; Rosenbühl 13, Bürgerhaus, im Kern 17. Jahrhundert, inklusive Nebengebäude, Hofmauer und Hinterhaus
- Judengasse 13, Bürgerhaus, bezeichnet „1764“
- Judengasse 14, Bürgerhaus, erbaut 1321/22 und 1462/63, inklusive Scheune. Zweitältestes Bürgerhaus der Stadt.
- Judengasse 16, Gasthaus mit Nebengebäude, um 1800
- Judengasse 17, Bürgerhaus, 1807/08
- Judengasse 20, Wohnhaus, im Kern 18. Jahrhundert
- Judengasse 22, Bürgerhaus, bezeichnet „1628“
- Judengasse 25, Ehemaliges Syndikatshaus, im Kern 15. Jahrhundert
- Judengasse 26, Gasthaus mit Nebengebäude
- Judengasse 27; Judengasse 29, Bürgerhaus, bezeichnet „1707“
- Judengasse 28, Wohnhaus, vor 1505
- Judengasse 30, Ehemaliges Stadtschreiberhaus, bezeichnet „1614“
- Judengasse 32, Bürgerhaus, nach 1614
- Judengasse 33, Bürgerhaus, bezeichnet „1760“